# Николишин Андрій Васильович
Андрій Васильович Николишин (рос. Андрей Васильевич Николишин; 25 березня 1973, Воркута, СРСР) — радянський/російський хокеїст, лівий нападник. Заслужений майстер спорту Росії (1993).

## Біографія
Батько в сталінські часи був репресований і засланий з України в Воркуту, де працював на шахті і звідки протягом 25 років не мав права виїжджати. Про це батько Андрію нічого не розповідав, щоб не нашкодити його майбутній спортивній кар'єрі. Брат рідного діда Андрія емігрував після Першої світової війни в Канаду, де у Андрія є ряд родичів.
Виступав за «Динамо» (Москва), «Гартфорд Вейлерс», «Вашингтон Кепіталс», «Портленд Пайретс» (АХЛ), «Чикаго Блекгокс», «Колорадо Аваланш», ЦСКА (Москва), «Лада» (Тольятті), «Авангард» (Омськ), СКА (Санкт-Петербург), «Трактор» (Челябінськ), «Сокіл» (Київ). 
В чемпіонатах НХЛ — 628 матчів (93+187), у турнірах Кубка Стенлі — 43 матчі (1+17).
У складі національної збірної Росії учасник зимових Олімпійських ігор 1994 і 2002 (18 матчів, 7+3), учасник чемпіонатів світу 1993, 1994, 1996, 1997 і 2000 (31 матч, 3+7), учасник Кубка світу 1996 (4 матчі, 1+3). У складі молодіжної збірної Росії учасник чемпіонату світу 1992. У складі юніорської збірної Росії учасник чемпіонату Європи 1991.
У 2007 році хокеїстові присвячений документальний фільм «Три периода и овертайм» режисера В. Полянського.
Досягнення
- Бронзовий призер зимових Олімпійських ігор (2002)
- Чемпіон світу (1993)
- Фіналіст Кубка Стенлі (1998)
- Чемпіон МХЛ (1993), срібний призер (1994)
- Переможець юніорського чемпіонату Європи (1992)
- Найкращий хокеїст року Росії (1994)
- Учасник Матчу усіх зірок КХЛ (2009).

Родина
Сини Іван та Олександр теж хокеїсти.